# HMS Bedouin (F67)
HMS Bedouin (L67/F67) là một tàu khu trục lớp Tribal được chế tạo cho Hải quân Hoàng gia Anh Quốc trước Chiến tranh Thế giới thứ hai. Nó đã phục vụ trong Thế Chiến II cho đến khi bị đánh chìm bởi hỏa lực kết hợp hải pháo và ngư lôi của Ý tại Địa Trung Hải vào tháng 6 năm 1942.

## Thiết kế và chế tạo
Bedouin được đặt hàng cho xưởng tàu của hãng William Denny and Brothers tại Dumbarton trong Chương trình Chế tạo Hải quân 1935. Nó được đặt lườn vào ngày tháng 1 năm 1937, được hạ thủy vào ngày 21 tháng 12 năm 1937 và nhập biên chế vào ngày 15 tháng 3 năm 1939.

## Lịch sử hoạt động
Bedouin đã tham gia trận hải chiến Narvik thứ hai vào ngày 13 tháng 4 năm 1940 tại Na Uy, nơi nó bị hư hại nhẹ, cũng như trong Chiến dịch Claymore, một cuộc đột kích với lực lượng biệt kích Commando lên quần đảo Lofoten, Na Uy vào ngày 4 tháng 3 năm 1941.
Trong Chiến dịch Harpoon, một hoạt động tiếp vận cho Malta đang bị phong tỏa vào tháng 6 năm 1942, Bedouin bị đánh chìm vào ngày 15 tháng 6 bởi hỏa lực hải pháo từ các tàu tuần dương hạng nhẹ Ý Raimondo Montecuccoli và Eugenio di Savoia cũng như của một máy bay ném bom-ngư lôi Savoia-Marchetti SM.79. Nó bị bắn trúng ít nhất 12 phát đạn pháo 6-inch, nhiều phát suýt trúng, cùng một quả ngư lôi phóng từ máy bay trước khi bị đắm tại tọa độ 36°12′0″B 11°38′0″Đ / 36,2°B 11,63333°Đ, nhưng cũng xoay xở bắn rơi chiếc máy bay ném ngư lôi đối phương vốn tung ra "phát ân huệ" cho nó. 28 người trong số thủy thủ đoàn của Bedouin thiệt mạng trong trận chiến; 213 người sống sót bị Hải quân Ý bắt làm tù binh.